# Cypripedium herae
Cypripedium herae là một loài thực vật có hoa trong họ Lan. Loài này được Ewacha & Sheviak mô tả khoa học đầu tiên năm 2004.